# Porta Nuova (Palermo)
A Porta Nuova, Palermo egyik monumentális kapuja. A történelmi városmag nyugati oldalán található. Ez volt hosszú időn keresztül a főbejárat a Cassaro főutcára – ma Corso Vittorio Emmanuele – Monreale felől. A kapu a Normannok Palotája mellett található. A kaput 1535-ben építették V.Károly szicíliai látogatásának alkalmából illetve, hogy vezetésével Tunisz meghódítása sikerrel járt.

## Története
Tomasso Fazzelo történész szerint az eredeti kaput, már a 15. században megépítették. A kapu eredeti neve Porta dell'Aquila (Sas kapuja) volt, de Palermo népe csak Porta Nuovának (Új Kapu) nevezte. V. Károly Tunisz meghódítása után Szicíliába látogatott, a császár ezen a kapon át jutott be az akkori Palermóba. Azért, hogy az eseményről megemlékezzen a város, Palermo szenátusa úgy döntött, hogy a kaput sokkal fényűzőbb stílusban kell újjáépítettni. 1583-ban Marcantonio Coronna alkirály nyitotta meg az építési munkákat, a kaput 1584-ben fejezték be. Az alkirály az új kaput Porta Austriaca (Ausztriai kapu) névre keresztelte, de hívta még Porta Imperiale (Birodalmi Kapu) néven is.
1667-ben a kaput tönkretette az épületen belüli raktárban keletkezett tűz. Palermo szenátusa Gaspare Guercio építészt bízta meg, a kapu ujjáépítettésével. 1669-re elkészült az új kapu, ekkor a kapu tetejére egy majolika piramist tettek, a csúcsára egy sast, ami Szicíliát jelképezi. 

## Leírás
A kapunak a Cassaro felé néző homlokzata a diadalívekre jellemző elemeket hordozza magában, míg a Piazza Indipendenzára néző homlokzatón telamónok vannak, akik V.Károly mórok felett aratott győzelmét ábrázolják.  

## Galéria

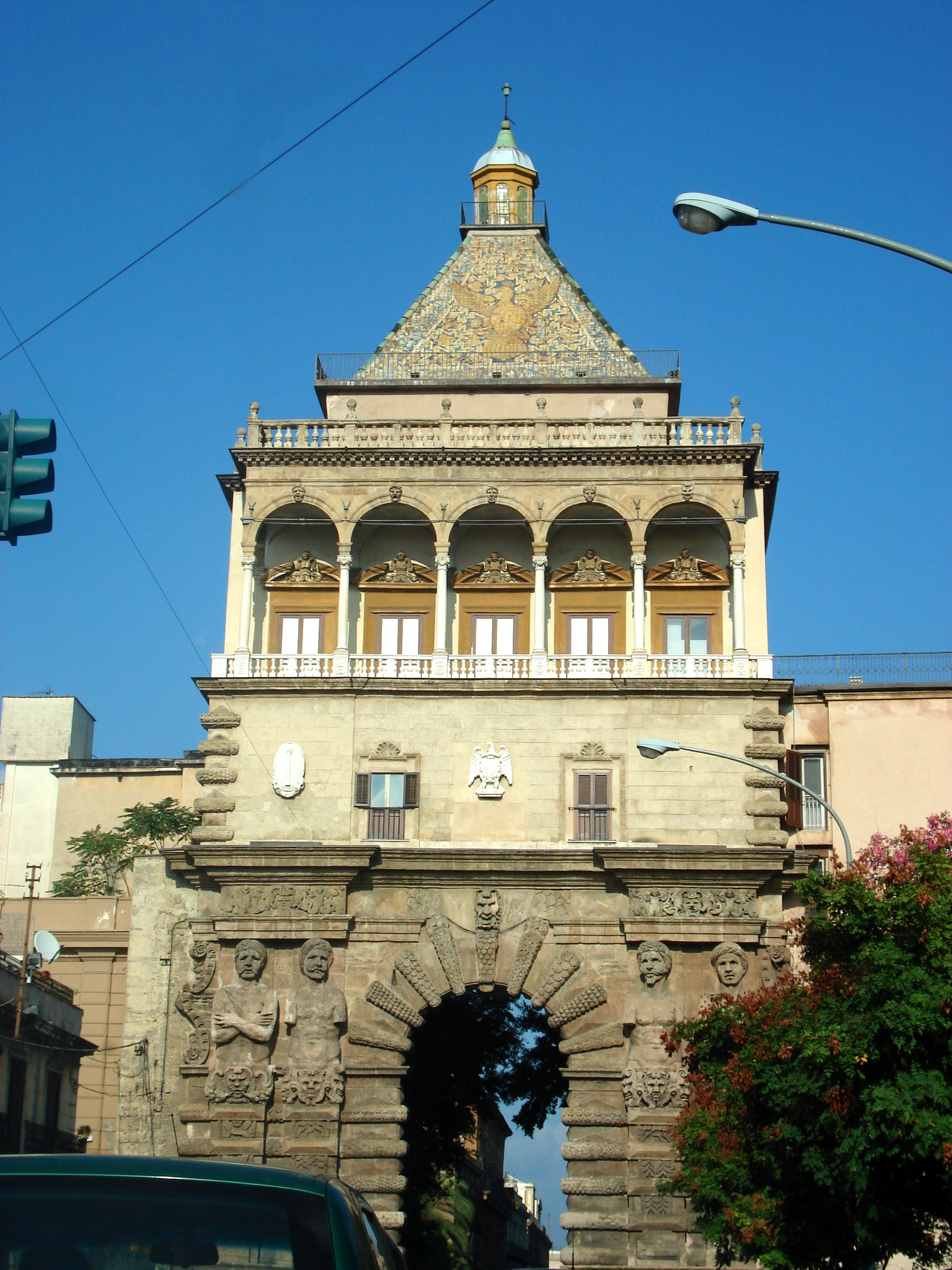
Porta Nuova - Piazza Indipendenza felől
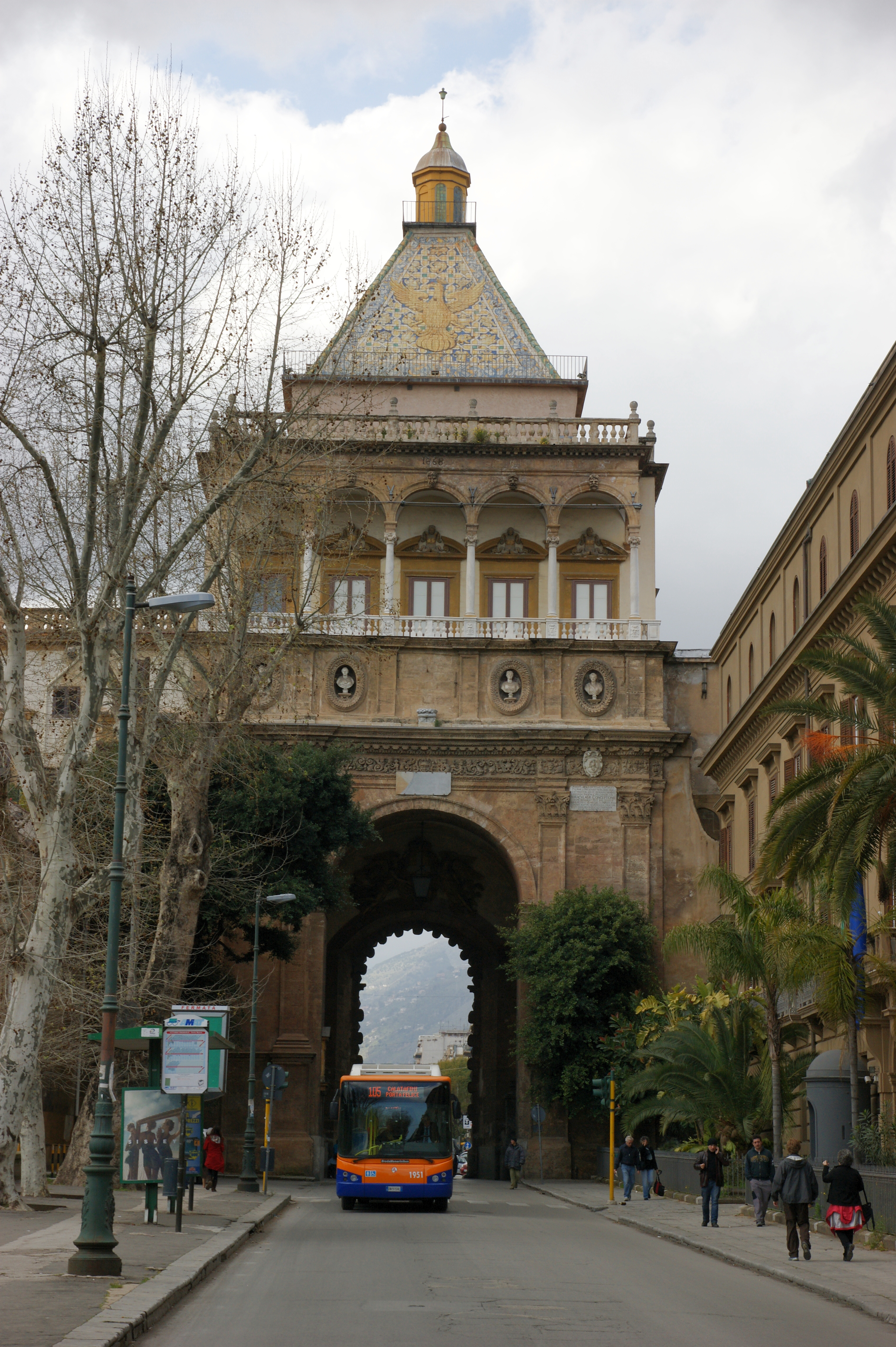
Porta Nuova - a történelmi belváros felől
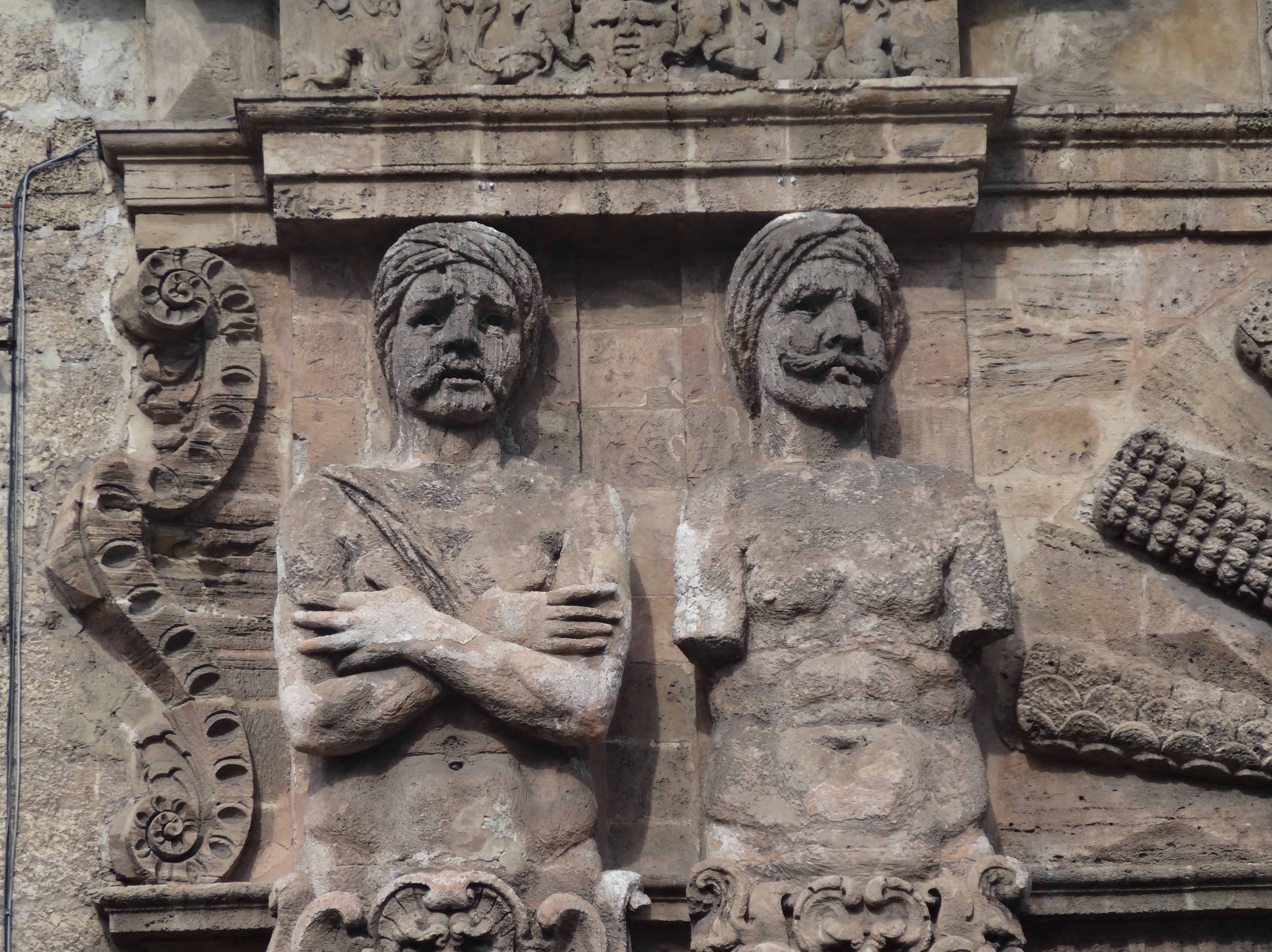
Telamónok